# Аварийная посадка Ту-204 в Омске
Аварийная посадка Ту-204 в Омске — авиационный инцидент с Ту-204 в аэропорту Омск-Центральный 14 января 2002 года. Ту-204 совершил аварийную посадку с неработающими двигателями в Омске, выкатился за пределы полосы и снёс несколько фонарных столбов. Погибших и пострадавших при посадке не было. 

## Самолёт
Ту-204 (регистрационный номер RA-64011, заводской 1450741364011, серийный 011) был выпущен заводом «Авиастар» в 1993 году, это 9-й по счёту серийный самолёт. Первый полёт совершил 25 марта 1993 года, первый регулярный пассажирский рейс — 23 февраля 1996 года (Москва — Минеральные Воды).
С 3 сентября 1993 года эксплуатировался авиакомпанией «Внуковские авиалинии», в январе 2001 года был продан авиакомпании «Сибирь». В том же году прошёл доработку до модификации Ту-204-100 (были увеличены взлётная масса и дальность полёта).

## Авария
Самолёт Ту-204 борт RA-64011, следовавший рейсом Франкфурт-на-Майне — Новосибирск, получил запрет на посадку в аэропорту Толмачёво по погодным условиям из-за порывов ветра. Единственным достижимым запасным аэродромом, имевшим таможню и разрешение на полёты Ту-204, был Омск. Перелёт до Омска проходил при сильном встречном ветре. При подходе к Омску самолёт выработал всё топливо и после выключения двигателей продолжил планирование без единого работающего двигателя. Экипаж сумел использовать высоту для захода на посадочную полосу и совершил благополучную посадку, в ходе которой никто не пострадал. Поскольку реверс двигателей был невозможен, торможение производилось ручной системой, и в конце полосы самолёт выкатился за её пределы и задел фонарные полосы. Самолёт получил незначительные повреждения, был полностью отремонтирован и продолжил полёты.
Через 8 лет, 22 марта 2010 года с этим же самолётом произошла авария в Москве, после которой он не был восстановлен и был списан.